# Ріпино (Новотор'яльський район)
Рі́пино (рос. Репино, марій. Репин) — присілок у складі Новотор'яльського району Марій Ел, Росія. Входить до складу Пектубаєвського сільського поселення.

## Населення
Населення — 7 осіб (2010; 5 у 2002).
Національний склад (станом на 2002 рік):
- марійці — 60 %
- росіяни — 40 %